# Gobionotothen angustifrons
Gobionotothen angustifrons is een straalvinnige vissensoort uit de familie van ijskabeljauwen (Nototheniidae). De wetenschappelijke naam van de soort is voor het eerst geldig gepubliceerd in 1885 door Fischer.